# Cheaters
Pour les articles homonymes, voir Cheaters (homonymie).
Cheaters (en français : tricheurs) il a été une émission américaine hebdomadaire de télé réalité des années 2000. Le principe : un téléspectateur-candidat peut demander l'assistance d'un détective privé (l'animateur de l'émission) qui va l'aider à savoir si son partenaire amoureux (fiancé/fiancée, époux/épouse) a une relation extra-conjugale.

## Animateurs
À l'origine, le show a été animé par Tommy Habeeb (2000–2002), puis par Joey Greco (2002–2012). Depuis 2012, l'émission est animée par Clark Gable III (Clark James Gable),, le fils de John Clark Gable et également petit-fils de Clark Gable. De 2017 jusqu'à son annulation en 2021, son hôte était Peter Gunz.

## Controverses
En France, les premières diffusions du show par TF6 en 2004, sous le titre Cheaters : enquêtes interdites a donné lieu à des remontrances du Conseil supérieur de l'audiovisuel (CSA) en 2005.